# 莫元清
莫元清（？—1681年），越南南北朝時期莫朝第十一代君主。1661年至1681年在位。莫敬耀之子。越南史书认为莫敬宇在向清朝求封时改名为莫元清。但中山大学牛军凯教授据清朝档案研究，莫元清实际为越南史书中的莫敬瑞。永昌为莫元清的年号。
1661年六月，清朝封高平统治者莫敬耀为归化将军。1661年十二月，清朝封莫敬耀之子莫元清为安南都统使。莫元清向清进贡，并奏：“徧方褊小，嗣后请免贡献。”康熙帝允许。1662年，莫氏在谅山七泉被後黎朝击败。1666年，后黎朝派兵攻打高平，莫氏擒拿其太原通郡公，後黎朝撤兵。后黎军进占高平，焚烧莫氏宫室。1667年，后黎再攻高平，莫元清逃往云南，高平失守。1669年，康熙帝派李仙根、楊兆傑敕谕安南，令还高平四州给予莫氏。后黎军撤出高平，莫氏返回。1673年，清朝平西王吴三桂发动三藩之乱，高平莫氏声援吴三桂。1677年，后黎朝攻占高平，莫氏宗室逃往广西龙州。后黎朝称莫氏帮助吴三桂，求清朝不要支持莫氏。1681年，莫元清在中国病故，其弟莫敬光领其族属。